# مجموعة تشجيانغ جيلي القابضة
مجموعة تشجيانغ جيلي القابضة (بالإنجليزية: Zhejiang Geely Holding Group Co., Ltd.)‏، المعروفة باسم جيلي (بالإنجليزية: Geely)‏، هي شركة سيارات صينية وتعد أول شركة سيارات خاصة في جمهورية الصين الشعبية. جيلى لصناعة السيارات تتبع شركة جيلى القابضة. يقع مقرها الرئيسي في.هانغتشو، تشجيانغ، الشركة مملوكة للقطاع الخاص من قبل رجل الأعمال الملياردير الصيني لي شوفو.  تأسست في 1986م ودخلت صناعة السيارات في 1997م بعلامتها التجارية جيلي للسيارات[بحاجة لمصدر]، تبيع سيارات الركاب تحت العلامات التجارية جيلي للسيارات ولوتس ولينك آند كو وبروتون وفولفو، بالإضافة إلى المركبات التجارية فقط التابعة لشركة London EV وYuan Cheng Auto.  باعت المجموعة أكثر من 1.5 مليون سيارة في عام 2018.

## الاسم
جيلي هو نقل صوتي لاسم الشركة الأصلي (吉利 : Jílì).

## التاريخ
تم تأسيس شركة جيلي في عام 1986 كصانع ثلاجات بأموال مقترضة من العائلة، حول لي شوفو الشركة إلى نجاح بيع منتجات رخيصة للمستهلكين الصينيين في السنوات الأولى للشركة.
بعد شراء شركة حكومية فاشلة، صنعت جيلي دراجات نارية في منتصف التسعينيات.  بدأ إنتاج الشاحنات الصغيرة في عام 1998، وبعد عام، حصلت على موافقة الدولة لتصنيع السيارات.  بدأ إنتاج السيارات في عام 2002. شركة تابعة للمجموعة، جيلي أوتو، كان لها اكتتاب عام في بورصة هونغ كونغ في عام 2004.
كان لدى الشركة كشك في معرض فرانكفورت للسيارات 2005، وعرض عام 2006 في معرض ديترويت للسيارات.
اقتربت جيلي من شركة فورد في منتصف عام 2008 بشأن احتمال استحواذها على شركة سيارات فولفو. في 28 أكتوبر 2009، تم تسميتها كمشتري مفضل لفولفو من قبل صانع السيارات الأمريكي.  تم التوصل إلى اتفاق في أواخر مارس واكتمل في أوائل أغسطس 2010.
في عام 2010، بلغ إجمالي المبيعات التي تجاوزت 415000 وحدة مما أعطى الشركة ما يقرب من 2 ٪ من حصة السوق. كانت المبيعات أقل من 680,000 وحدة في الطاقة الإنتاجية المبلغ عنها في السنة.
في ديسمبر 2011، أُعلن أن جيلي ستبدأ في بيع السيارات المصممة والمصنعة في الصين في المملكة المتحدة في نهاية عام 2012، مع طرح الطراز الأول للبيع وهو إمجراند إي سي 7. كما أعلنت الشركة عزمها على بدء المبيعات في إيطاليا.
في مايو 2017، أكدت جيلي خططها لشراء حصة مسيطرة بنسبة 51٪ في لوتس للسيارات من مالكها، دي ار بي-هيكوم (بروتون). بالإضافة إلى ذلك، تخطط جيلي لشراء حصة 49.9٪ في بروتون القابضة، لتسهيل نمو الصادرات المستقبلية في أسواق جهة السير.  تم النظر إلى الصفقات كخطوة مهمة لشركة صناعة السيارات الصينية في سعيها لتحقيق غزوات في منطقة الآسيان المربحة.
في يوليو 2017، اشترت الشركة تيرافوجيا ترانزيشن، صانع أمريكي للسيارات الطائرة.  في نوفمبر 2017، أعلنت جيلي عن الانتهاء من الاستحواذ على تيرافوجيا، بما في ذلك الموافقة من جميع الجهات التنظيمية ذات الصلة.
في ديسمبر 2017، استثمرت جيلي 3.25 مليار يورو في شركة فولفو للشاحنات والإنشاءات السويدية، وهي شركة أم سابقة لشركة سيارات فولفو. جعلت الصفقة جيلي أكبر مساهم من حيث عدد الأسهم بحصة 8.2 ٪، والثانية من خلال حقوق التصويت، بنسبة 15.6 ٪.
في عام 2018، اشترت جيلي حصة 9.7٪ في دايملر إيه جي، مالكة علامتي مرسيدس بنز وسمارت.
في سبتمبر 2019، قادت جيلي جولة من التمويل الخاص لشركة فولوك كوبتر التي جمعت 55 مليون دولار للشركة.  يشمل مستثمرو فولوكوبتر الخاصون الآخرون أيضًا شركة دايملر التي تمتلك حصة في الشركة.
في أواخر يوليو 2020، أُعلن أن مجموعة شينغما قد وافقت على نقل 15.24٪ من أسهمها في شركة هوالينغ شينغما لتصنيع الشاحنات الثقيلة ومقرها مانشان إلى مجموعة جيلي للمركبات التجارية للطاقة، وهي شركة فرعية مملوكة بالكامل لشركة جيلي. بعد الصفقة، أصبحت مجموعة جيلي للمركبات التجارية للطاقة المساهم المسيطر بحكم الواقع في هوالينغ شينغما.
في سبتمبر 2020، بدأت جيلي محادثات مع شركات تصنيع السيارات المنافسة، بما في ذلك دايملر، لترخيص بنية جديدة طورتها لبناء السيارات الكهربائية.  توفر التكنولوجيا الجديدة نطاقات قيادة متزايدة تصل إلى 700 كيلومتر وسيارات أخف وزنًا.
في يناير 2024 ، أطلقت جيلي 11 قمرا صناعيا في مدار منخفض حول الأرض وهو ثاني إطلاق لها، في إطار توسيع قدرتها على توفير ملاحة أكثر دقة للسيارات ذاتية القيادة.

## العمليات
مقرها في الصين، تعمل مجموعة مجموعة تشيانغ جيلي القابضة في جميع أنحاء العالم من خلال العديد من العلامات التجارية الفرعية.  تقع الأنشطة التجارية الأساسية للمجموعة ضمن صناعة السيارات حيث تسيطر على مجموعات السيارات والعلامات التجارية التالية:
- مجموعة جيلي للسيارات التي تتكون من جيلي أوتو، والهندسة، ولوتس، وبروتون.
- مجموعة سيارات فولفو التي تتكون من شركة سيارات فولفو وبوليستار.
- جيلي للمركبات التجارية التي تتكون من شركة لندن للمركبات الكهربائية ويوان تشينغ أوتو (فريزون أوتو).
- تدار الشركات الأخرى غير المتعلقة بالسيارات تحت مجموعة جيلي (الأعمال الجديدة).  تمتلك المجموعة أيضًا أعمالًا ثقافية وتعليمية ضمن مجموعة مي تايم.

### الشركات التابعة والعلامات التجارية

#### مجموعة جيلي للسيارات
تدار سبع علامات تجارية تحت مجموعة جيلي أوتو، جيلي للسيارات، ولينك آند كو، وبوليستار، وبروتون، ولوتس، وفولفو كارز.
جيلي أوتو -مُدرجة في قائمة جيلي للسيارات القابضة المحدودة في بورصة هونغ كونغ ويتم التحكم فيها من خلال ممتلكات في مجموعة تشجيانغ جيلي القابضة.  جيلي للسيارات هي العلامة التجارية الرئيسية لشركة ZGH وتباع بشكل أساسي في الصين وتختار الأسواق الخارجية.
لينك آند كو - مملوكة لـجيلي اوتو بنسبة 50٪ ، وشركة سيارات فولفو 30٪ ، ومجموعة تشيانغ جيلي القابضة بنسبة 20٪.  لينك آند كو هي علامة تجارية جديدة للسيارات الراقية ذات التركيز العالمي تعتمد على التكنولوجيا التي تم تطويرها بشكل مشترك من قبل جيلي أوتو وفولفو كارز.
بوليستار - تأسست بوليستار بواسطة بوليستار ريسينغ، التي تسمى الآن سيان ريسينغ ، كقسم سيارات الأداء في شركة سيارات فولفو لاستكشاف كيف يمكن تطبيق التكنولوجيا الكامنة وراء نجاحهم في السباقات على سيارات فولفو للطرق.  في عام 2017، أصبحت بوليستار علامة تجارية مستقلة تحت إشراف شركة سيارات فولفو تركز على السيارات الكهربائية عالية الأداء، وفي عام 2018 تم دمجها في كيانها الخاص، الذي تسيطر عليه مجموعة تشيانغ جيلي القابضة بنسبة 50 ٪ و50 ٪ لشركة فولفو.
بروتون - تملكها مجموعة تشجيانغ جيلي القابضة 49.9٪ و50.1٪ من قبل دي أر بي-هايكوم وتديرها مجموعة جيلي للسيارات. بروتون هي العلامة التجارية الوطنية للسيارات في ماليزيا التي تأسست في الثمانينيات بناءً على طلب من الحكومة وعادت لاحقًا إلى الملكية الخاصة بموجب دي ار بي هيكوم.
لوتس -مملوكة بنسبة 51٪ لمجموعة تشجيانغ جيلي القابضة و49٪ لشركة ايتيكا للسيارات.  لوتس هي شركة بريطانية لتصنيع السيارات الرياضية وسباق السيارات.  تم بناء أول سيارة لوتس في عام 1948 وفي يونيو 2017، أصبحت لوتس مملوكة بالأغلبية لمجموعة تشجيانغ جيلي القابضة.
سيارات فولفو -تخضع سيارات فولفو لسيطرة مجموعة تشجيانغ جيلي للسيارات بنسبة 99٪ من خلال شركات تابعة منذ شرائها من شركة فورد في عام 2010 مقابل 1.4 مليار دولار أمريكي تقريبًا. تعد فولفو واحدة من أكثر العلامات التجارية للسيارات الفاخرة شهرةً واحترامًا في العالم، حيث تتقدم على لكزس وإنفينيتي في استطلاع أجرته أخبار الولايات المتحدة عام 2019.

#### مجموعة جيلي للمركبات التجارية للطاقة الجديدة
بدأت مجموعة جيلي للمركبات التجارية للطاقة الجديدة بالاستحواذ الكامل على شركة طاكسي لندن من المنغنيز البرونزية القابضة.  العلامات التجارية التابعة لمجموعة جيلي للمركبات التجارية للطاقة الجديدة هي شركة لندن للسيارات الكهربائية ويوان تشينغ اوتو.
شركة لندن للسيارات الكهربائية - قامت شركة طاكسي لندن، التي استحوذت عليها مجموعة تشجيانغ جيلي القابضة في عام 2013، بتغيير اسمها إلى شركة لندن للسيارات الكهربائية في عام 2017 لتعكس مهمتها الجديدة في تطوير وإنتاج المركبات التجارية الكهربائية.  مع مصنع جديد في أنستي، كوفنتري، بدأوا في إنتاج جيل جديد من سيارات الأجرة الجديدة القادرة على إطلاق انبعاثات صفرية في أواخر عام 2017.
يوان تشنغ للسيارات تم تشكيل يوان تشنغ للسيارات أو فاريزون للسيارات في عام 2016 للتركيز على تطوير مركبات تجارية جديدة للطاقة في الصين وقد أطلقت بالفعل العديد من حلول الشاحنات والحافلات طويلة المدى.

### الشركات التابعة والعلامات التجارية غير المتعلقة بالسيارات

#### مجموعة جيلي (عمل جديد)
تم تطوير خدمة كاوكاو - كاوكاو من قبل شركة هانغتشو يوكسينج للتكنولوجيا وتمتلك معظمها مجموعة مجموعة تشجيانغ جيلي القابضة إنها أول خدمة تنقل تركز على الطاقة الصينية الجديدة.
تيرافوجيا - تأسست تيرافوجيا في عام 2006. تم الاستحواذ على الشركة بالكامل من قبل مجموعة تشجيانغ جيلي القابضة في عام 2017.

### مرافق الإنتاج
يقع المقر الرئيسي لشركة جيلي في هانغتشو، تشجيانغ، ولديها قواعد إنتاج في لانتشو، قانسو (اكتمل في عام 2006، واستمر إنشاء جيلي في المنطقة اعتبارًا من أغسطس 2010 إما لتوسيع المنشأة الحالية أو لمصنع جديد شبه كامل)؛ شيانغتان وهونان موقع غير مسمى 40 دقيقة جنوب شنغهاي جينان وشاندونغ؛ وفي لينهاي ولوتشياو ونينغبو في تشجيانغ.
اعتبارًا من عام 2011، تم التخطيط لمصنعي تصنيع فولفو في داتشينغ وتشنغدو، وبدأ العمل في مصنع لصنع ناقل الحركة في تونغليانغ، تشونغتشينغ.
تقوم أربعة مصانع على الأقل في الخارج بتجميع نماذج جيلي على الأرجح من مجموعات شبه كاملة أو كاملة. هذه المرافق موجودة أو موجودة في إندونيسيا، (تم استيراد بعض إنتاجها إلى الصين)، سريلانكا (بالتعاون مع Micro Cars)،  ماليزيا، روسيا (تجميع تسيطر عليها شركة محلية ديرويز)، بيلاروسيا (بيلجي)، تونس، وأوكرانيا.  هذه المواقع ليست بالضرورة تابعة لشركة جيلي أو مملوكة لها.

## منتجات

### سيارات الركاب
تبيع ZGH سيارات الركاب تحت خمس علامات تجارية حاليًا: جيلي أوتو، لينك آند كو، بروتون، لوتس، فولفو، وبوليستار، شركة فولفو للمركبات الكهربائية.
استند العديد من منتجات جيلي المبكرة إلى Xiali ، وهو نوع من طراز ديهاتسو تشارادي لعام 1987.  نماذج مثل Haoqing خمسة أبواب، Merrie خمسة أبواب، Uliou أربعة أبواب، وUrban  Nanny (شاحنة صغيرة وشاحنة) لها تمثيلية القواعد، ولكنها تتميز بشبكة أكثر بروزًا من الكروم.
روح الدعابة تضفي على أسماء بعض سيارات جيلي.  واحدة من سيارات السيدان تسمى "كينغ كونغ"، ونموذج مبكر كان يسمى يو لي أوو، تلاعب بالكلمات التي تعني "أفضل من تيانجين إكسيالي أو بويك سيل"، وهما اثنان من منافسيها.

### منتجات جيلي للسيارات
جيلي أوتو هي العلامة التجارية الأصلية للمجموعة. تنقسم منتجات جيلي أوتو إلى ثلاثة عصور من العصر 1.0 (1997-2007)، والعصر 2.0 (2007-2014)، والعصر 3.0 (2014 إلى الوقت الحاضر).  قبل عصر 3.0 الحالي، تم بيع منتجات جيلي اوتو أيضًا تحت علامات تجارية مختلفة، بما في ذلك إمجراند وإنجلتون وجليجل وشنغهاي مابل.  بعد دخول عصر 3.0، تم إيقاف جميع العلامات التجارية الأخرى وتم دمج بعض منتجاتها تحت العلامة التجارية جيلي للسيارات

### منتجات جيلي للسيارات الحالية
- سلسلة موديل جديد

2015 -جيلي بوروي
2016 -جيلي بويو برو
2018 -جيلي بوروي جي إي
2018 -جيلي بينروي
2018 -جيلي بينيو
2019 – جيلي فاست باك
2019 -جيلي جياجي
2020 -جيلي ايكون
2020 جيلي هاويوي
2020 -جيلي شينغروي
سلسلة إمجراند
2016 - إمجراند جي سي
2016 - إمجراند جي إل

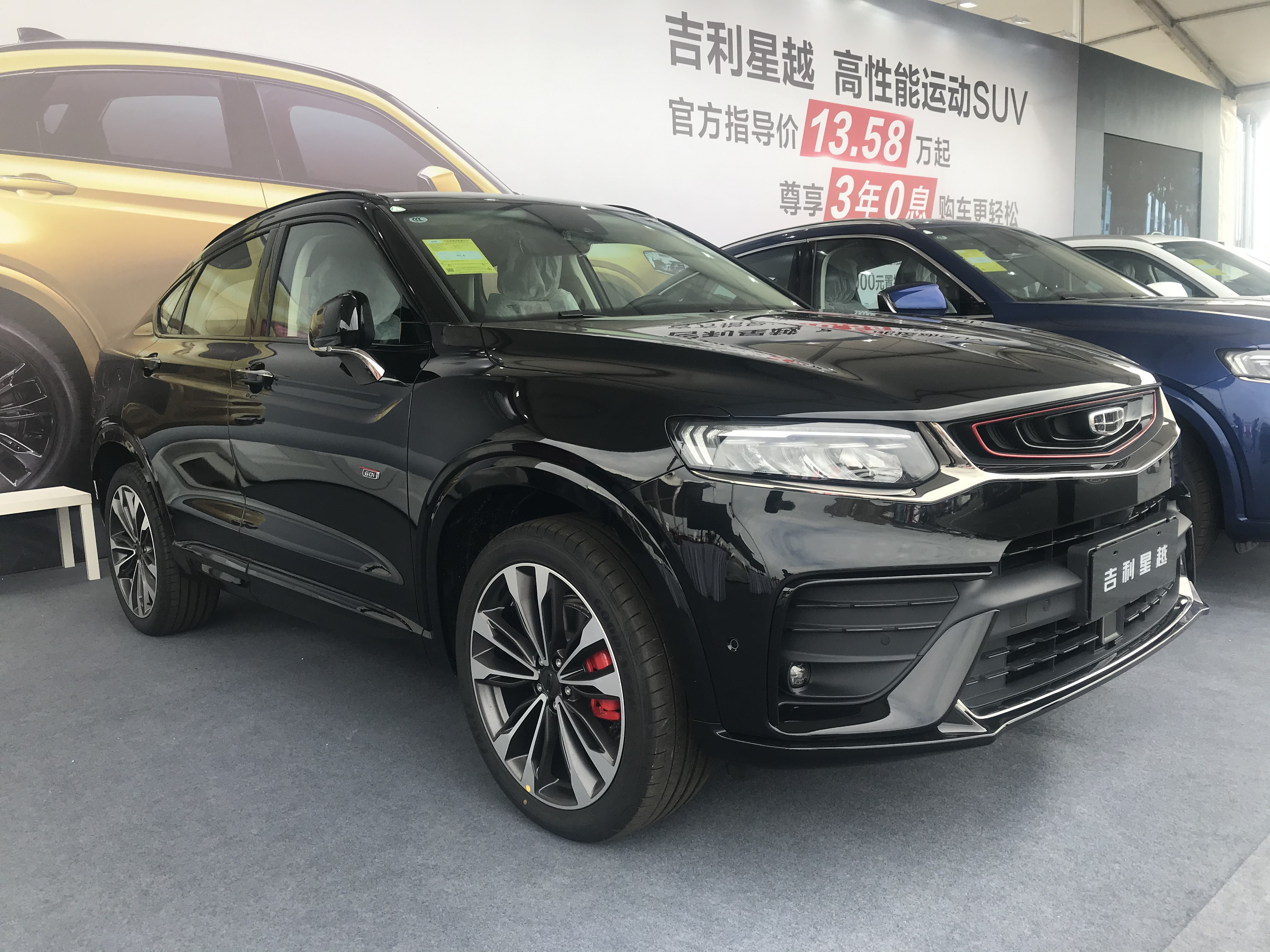
جيلي شينغيو

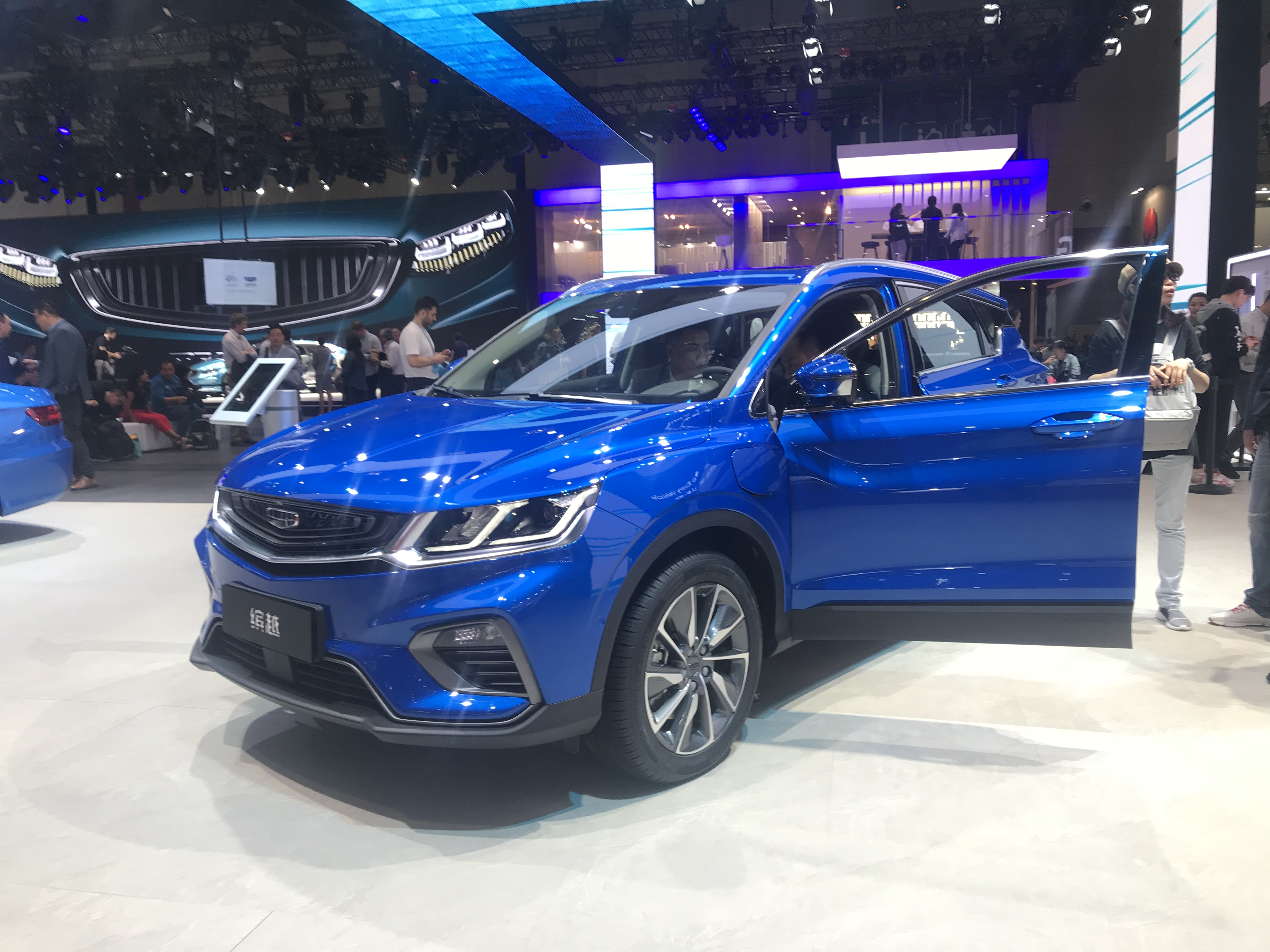
جيلي بينيو

2018 -سيارة سيدان مدمجة جديدة إمجراند
2018 - إمجراند جي تي
- سلسلة يوانجينج

2018 -جيلي فيچن يوانجينج إف سي 3
2016 - فيچن إكس 6 (يوانجينج إكس 6 إس يو في)
2017 - فيچن إكس 3 (يوانجينج إكس 3)
2017 - فيچن إس 1 (يوانجينج إس 1)

## شبكة الموزعين
جيلي تشير إلى شبكة الوكلاء الخاصة بها على أنها متاجر 4S وتبيع أيضًا بعض الطرز عبر الإنترنت. في عام 2014، تم الإبلاغ عن 900 منفذ بيع بالتجزئة.

## تصميم والبحث والتطوير
تمتلك مجموعة جيلي اوتو أربعة مراكز تصميم مستقلة في شنغهاي وجوتنبرج وبرشلونة وكاليفورنيا بالإضافة إلى أربعة مراكز للبحث والتطوير في هانغتشو، نينغبو، كوفنتري وجوتنبرج قادرة على البحث بشكل مستقل وإنتاج قطع غيار السيارات الكاملة والمحركات وناقل الحركة والأنظمة الكهربائية.  في جوتنبرج، أنشأت المجموعة CEVT، وهو مركز بحث وتطوير مشترك بين شركة فولفو للسيارات وجيلي أوتو لإنشاء بنية معيارية مدمجة رائدة في الصناعة.  استثمرت الشركة أيضًا في إنشاء كليات في جميع أنحاء الصين بما في ذلك جامعة بكين جيلي، ومدرسة تشجيانغ الفنية للسيارات، وهونان جيلي الفنية للسيارات.  لدى الشركة طلاب مسجلين في مدارسها بهدف تطوير المواهب الصينية في صناعة السيارات.  في عام 2013، بدأ 16 متدربًا من هذا البرنامج حياتهم المهنية في مجموعة جيلي.

## انظر أيضّاً
- جيلي للسيارات
- جيلي جالاكسي
- جيلي جيومتري
- زيكر

## وصلات خارجية
- الموقع الرسمي